# Raúl de Ramón
Raúl Alberto de Ramón García del Postigo (Santiago, 12 de mayo de 1929-Providencia, 19 de abril de 1984) fue un arquitecto, compositor, músico y folclorista chileno.
Fue autor de numerosas canciones de amplia difusión en Chile, como «El curanto», «Nostalgia colchagüina», «Camino de soledad», «La rosa colorada», «La canción de la Caballería», «El amor del arriero» y un centenar más.
Conformó, junto con su esposa María Eugenia Silva y sus dos hijos, Carlos Alberto y Raúl Eduardo, el conjunto Los de Ramón, con el cual paseó y dio a conocer la música chilena por todo Estados Unidos (más de 92 conciertos), México y el resto de los países de Latinoamérica.

## Biografía
Cursó sus estudios en el The Grange School y luego se recibió de arquitecto en la Pontificia Universidad Católica de Chile.
Pasó parte importante de su niñez y juventud en el fundo Chomedahue, propiedad de su padre, el médico Eduardo de Ramón, en Santa Cruz, provincia de Colchagua, donde se embebió de las raíces de la cultura chilena de la zona central, recorriéndola a caballo y vivenciando el sentir de su tierra, enamorándose profundamente de las raíces de la chilenidad, lo que se vio reflejado en su obra posterior.
En la universidad, junto con su amigo de juventud Rogelio Muñoz, conformó su primer conjunto, Los Huincas. Posteriormente, junto con su mujer María Eugenia Silva, formó el conjunto Los de Ramón, al cual integró posteriormente a sus dos hijos.
No solo indagó y efectuó una profunda investigación en el folclore chileno sino que también lo hizo en el folclore latinoamericano, donde realizó junto con su mujer una amplia recopilación de canciones, ritmos y trajes de los distintos países. 

### Los Huincas
Este grupo de música folclórica estaba conformado por los vocalistas Jaime Luis Díaz Contreras, Sergio Rojo, Miguel Avendaño y Raúl de Ramón, entre otros. En una ocasión tuvieron la oportunidad de cantar en la conocida Radio Cooperativa cerca de 1948.

### Los de Ramón
Editó junto con su familia más de trece longplays, dos de ellos en México, tanto con creaciones propias como con recopilaciones de música folclórica de toda Latinoamérica, además de abarcar la música de todas las regiones de Chile, tanto norte, como centro y sur.
Entre sus discos publicados se pueden mencionar: Arreo en el viento, Nostalgia colchaguina, Una imagen de Chile, Paisaje humano de Chile, Panorama folklórico latinoamericano (editado en México, dos longplays), Los de Ramón en familia» y Misa chilena, entre otros.
En las presentaciones de Los de Ramón se mostraban canciones de todos los países latinoamericanos, interpretadas cada una con los instrumentos típicos de cada país, llegando a usarse en ellas más de sesenta instrumentos distintos interpretados todos por ellos mismos, como también canciones del norte, centro y sur de Chile.
Raúl de Ramón también tuvo influencia y ayudó en la creación de nuevos grupos musicales folclóricos chilenos, como Los Cantores de Santa Cruz, Los de Santiago y otros. En su obra también se destaca la construcción de casas chilenas, la composición de una Misa chilena, incluso editada en Francia, la composición de una comedia musical aún inédita y la creación en 1970 de un restaurante, El alero de Los de Ramón, donde se difundía tanto la música como la gastronomía típicas de Chile. Conocidas eran las reuniones que se efectuaban en su casa con folcloristas de toda Latinoamérica, donde se cantaba música de todos ellos, lo que fue llamado por muchos como la «OEA chica».
También incursionó en el terreno literario y publicó tres libros: El caballero y sus dragones (1981), novela costumbrista del campo chileno; Raíces en la bruma (1982), libro de poesía y prosa, y Arreo en el viento (¿?), con recopilación de parte importante de su obra musical. 
Fue nombrado hijo Ilustre de Santa Cruz por su colaboración a esta ciudad y tiene un lugar, junto con su familia, en el Museo de Santa Cruz.
Falleció semanas antes de cumplir los 55 años debido a complicaciones de una diabetes. Sus sucesores reconocen en él una fuerte influencia. Sobre todo las agrupaciones del Neofolklore y el folclor estilizado como Los Huasos de Algarrobal y Los Huasos Colchagüinos, además del compositor de Los Cuatro Cuartos, Willy Bascuñán, e incluso el director musical de Inti-Illimani, Horacio Salinas.

## Discografía
Sello Odeón:
78 RPM:
- 87-046: «La barquilla» (vals) - «La torre de tu amor» (tonada)
- 87-047: «La golondrina» (vals) - «A cantar a una niña» (mazurka)

Sello RCA Víctor:
Long Plays 33 1/3 RPM:
- CML-2024: Los de Ramón (1960)
- Fiesta venezolana (1961)
- Arreo en el viento (1962)
- Nostalgia colchagüina (1963)
- Una imagen de Chile (1964)
- Misa chilena (1965)
- Paisaje humano de Chile (1966)
- Panorama folklórico latinoamericano (2) (1966)
- Los de Ramón en familia (1967)
- El arca de Los de Ramón (1968)
- Los de Ramón en América (1969)
- Viento en el Tamarugal (1968)
- Lo mejor de Los de Ramón (1979)